# اره‌مگس‌های ساقه
اره‌مگس‌های ساقه (نام علمی: Cephidae) نام یک تیره از راسته پرده‌بالان است.